# Şeyma Ercan
Şeyma Ercan (ur. 5 lipca 1994 w Ankarze) – turecka siatkarka, grająca na pozycji przyjmującej, reprezentantka kraju.

## Sukcesy klubowe
Mistrzostwo Turcji:
- 2017[2]
- 2016
- 2014, 2015, 2021

Liga Mistrzyń:
- 2015
- 2016

Klubowe Mistrzostwa Świata:
- 2015

Superpuchar Turcji:
- 2015

Puchar Turcji:
- 2017

## Sukcesy reprezentacyjne
Mistrzostwa Europy Kadetek:
- 2011

Mistrzostwa Świata Kadetek:
- 2011

Mistrzostwa Europy Juniorek:
- 2012

Mistrzostwa Świata U-23:
- 2015

Liga Narodów:
- 2018
- 2021

Volley Masters Montreux:
- 2018

Mistrzostwa Europy:
- 2019

## Nagrody indywidualne
- 2011: Najlepsza serwująca Mistrzostw Europy Kadetek